# Depot von Temelín
Das Depot von Temelín (auch Hortfund von Temelín) ist ein Depotfund der frühbronzezeitlichen Aunjetitzer Kultur aus  Temelín im Jihočeský kraj, Tschechien. Es datiert in die Zeit zwischen 1800 und 1600 v. Chr. Das Depot ist heute zwischen dem Nationalmuseum in Prag, dem Museum in Týn nad Vltavou und dem Prähistorischen Institut der Karls-Universität Prag aufgeteilt.

## Fundgeschichte
Das Depot wurde 1913 oder 1914 südöstlich von Temelín bei Meliorationsarbeiten entdeckt. Die Fundstelle liegt im flachen Gelände im Bereich einer heute versiegten Quelle. Östlich hiervon befindet sich ein bronze- bis eisenzeitliches Hügelgräberfeld mit ursprünglich etwa 300–400 Bestattungen. In der näheren Umgebung wurde 1884 das etwa zeitgleiche Depot von Křtěnov gefunden.

## Zusammensetzung
Das Depot besteht aus 88 bronzenen Spangenbarren, die entweder vollständig oder als größere Bruchstücke erhalten sind. Hinzu kommen vier kleine abgebrochene Enden, von denen unklar ist, ob sie zu zwei, drei oder vier Barren gehören. Die Länge der Barren liegt zwischen 150 mm und 288 mm. Ihr Gewicht beträgt zwischen 50 g und 99 g, wobei die meisten Exemplare zwischen 60 g und 70 g wiegen. Das Gesamtgewicht der Funde beträgt 6,3 kg. Im Nationalmuseum in Prag befinden sich heute 77 Barren und die vier abgebrochenen Enden, im Prähistorischen Institut zwei Barren und in Týn nad Vltavou neun.